# Командване „Тактическа авиация“
Десети смесен авиационен корпус е бойна единица на българската армия.

## История
Създаден е с указ № 480 от 30 септември 1961 г. на Президиума на Народното събрание на Народна република България и указ № 00267 на министъра на народната отбрана Добри Джуров. Корпусът е базиран в Пловдив. В състава му влизат следните бойни части:
- 19 изтребителен авиополк – Граф Игнатиево
- 21 изтребителен авиополк – Узунджово
- 26 разузнавателен авиополк – Добрич
- 22 изтребително-бомбардировъчен полк – Безмер
- 25 изтребително-бомбардировъчен полк – Чешнегирово
- 16 транспортен авиополк – Враждебна
- 13 вертолетен полк бойни вертолети – Стара Загора
- 44 вертолетен авиополк – Крумово
- 10 свързочен полк – Пловдив
- 1-ви учебен авиополк (по-късно единадесета учебна авиобаза от 1999 г. в състава на корпуса) – Щръклево
- 2 учебно-боен авиополк (по-късно дванадесета учебна авиобаза) – Каменец
- 3 учебен авиополк – Долна Митрополия

На 1 септември 1996 г. със заповед № 0087 от 31 август 1996 корпуса е реорганизиран и преименуван на корпус „Тактическа авиация“ (кТА).

## Наименования
- 10-и смесен авиационен корпус (30 септември 1961 – 1 септември 1996)
- Корпус „Тактическа авиация“ (1 септември 1996 – 1 юни 2003)
- Командване „Тактическа авиация“ (1 юни 2003 – юни 2006)

## Командване

### Командири
Званията са към датите на заемане на длъжността:
- Генерал-майор Симеон Симеонов (1961 – 1966)
- Генерал-майор Стоян Велков (1966 – 1970)
- Генерал-майор Симеон Симеонов (1970 – 1973)
- Полковник (ген.-майор от 1974) Тодор Трифонов (1973 – 1978)
- Генерал-майор Любен Леонидов (14 август 1979 – 22 ноември 1981)
- Генерал-майор Благой Щилянов (1981 – 1984)
- Генерал-майор Иван Андреев (1984 – 1990)
- Генерал-майор Иван Парапунов (1990 – 1993)
- Полковник (ген.-майор от 1994) Калчо Танев (1993 – 1 септември 1996)
- Генерал-майор Димитър Цветков (1 септември 1996 – 23 октомври 2000)
- Генерал-майор Иван Дочев (23 октомври 2000 – 6 декември 2001)
- Бригаден генерал Младен Казаков (6 декември 2001 – 6 юни 2002), вр.и.д.
- Бригаден генерал Евгени Манев – (6 юни 2002 – 12 май 2003)
- Бригаден генерал Симеон Симеонов (12 май 2003 – 3 май 2004)
- Бригаден генерал Спас Спасов (3 май 2004 – 1 юни 2006)

### Заместник-командири
- полковник Драган Драганов (1961 – ?)
- полковник Таньо Калудов (? - 1967)
- полковник Емануил Атанасов (1967 – 1972)
- полковник Тодор Трифонов (1972 – 1973)
- полковник Иван Бедрозов (1973 – 1978)
- полковник Любен Леонидов (1978 – 1979)
- полковник Иван Андреев (1979 – 1984)
- полковник Илия Синапов (1984 – 1985)
- полковник Христо Костов (1985 – 1986)
- полковник Златко Златков (1986 – 1990)
- полковник Цоко Цоков (1990 – 1997)
- полковник Младен Казаков (1997 – 1998)
- полковник Слави Павлов (1998 – 1999)
- полковник Симеон Симеонов (2000 - 2002)

## Началници на щаба
- полковник Йордан Миланов (1961 – 1963)
- полковник Павел Бабалов (1963 – 1971)
- генерал-майор Георги Григоров (1971 – 1979)
- генерал-майор Петър Обрешков (1979 – 1982)
- генерал-майор Кръстьо Кръстев (1982 – 1987)
- полковник Маньо Чолаков (1987 – 1991)
- полковник Слави Павлов (1991 – 1998)
- бригаден генерал Младен Казаков – от 1998 г.